# Сілезькі князівства
Сілезькі князівства (пол. Księstwa Sląskie; чеськ. Slezská Knížectví) — низка середньовічних князівств, розташованих в історичній області Сілезія (сучасні Польща та Чехія). Виникли після поділу 1163 року Сілезького князівства на низку удільних князівств, якими управляли сини Великого князя. Князівство було одним з п'яти головних провінцій середньовічної Польщі згідно з заповітом Болеслава III.
Пізніше більша частина Сілезьких князівств увійшли до складу коронних земель Богемської корони 1335 року відповідно до Тренчинського договору, а менша залишилась у Польщі.
1742 року ці території були захоплені Прусським королівством, а Цешинське,  Опавське та Ниське князівства залишились під контролем Австро-Угорщини до 1918 року.

## Історія
Відповідно до Статуту короля Польщі Болеслава III Кривоустого, прийнятого 1138 року, країна були розділені на п'ять частин, а центральна частина повинна була утворити особливий спадок, який би передавався старшому князь з роду П'ястів. Після смерті Болеслава Сілезькі князівства разом з королівською короною дісталася його старшому сину Владиславу ІІ, але він програв в міжусобній війні князів та був вигнаний з країни.

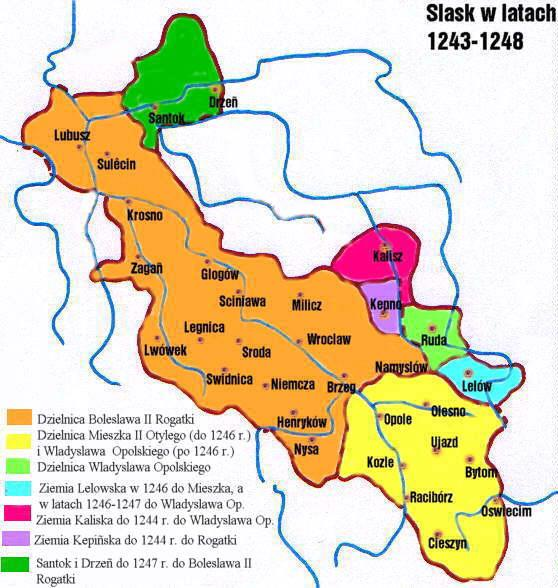
Сілезькі князівства в 1243—1248 рр.

1163 року під тиском імператора Священної Римської імперії Фрідріха І Барбаросси король Польщі Болеслав IV був змушений передати Сілезькі князівства синам Владислава. Спочатку вони правили спільно, але 1173 року розділили князівства між собою.
У подальшому Сілезькі князівства були розділені на багато удільних володінь серед нащадків династії П'ястів. Останніми представниками цієї династії були Георг Вільгельм князь Легницький і Бжегський (помер 1675 року), та його сестра Кароліна (померла в 1707 року).
1327 року король Чехії Ян Люксембурзький був визнаний сюзереном над князівствами Верхньої Сілезії і Браславля, а 1329 року підкорив собі князів Нижньої Сілезії. У 1335 році відповідно до Вишеградських угод польський король Казимир III визнав сюзеренітет Чехії над польськими Силезькими князівствами.
У період Реформації Сілезькі князі, на відміну від Габсбурґів, не перешкоджали поширенню протестантства. Проте найбільш завзятий противник Реформації імператор Фердинанд II, під час Тридцятирічної війни підкорив більшу частину Сілезійських князівств і покатоличив її.
Під час Сілезьких воєн німецький король Фрідріх Великий приєднав більшу частину силезьких князівств до Пруссії.

## Перелік Сілезьких князівств
- Бельське князівство (пол. Księstwo Bielskie; нім. Herzogtum Bielitz; чеськ. Bílské knížectví)
- Бжезьке князівство (пол. Księstwo Brzeskie; нім. Herzogtum Brieg; чеськ. Knížectví Břeh)
- Битомське князівство (пол. Księstwo Bytomskie; нім. Herzogtum Beuthen; чеськ. Knížectví Bytomské)
- Володиславське князівство (пол. Księstwo Wodzisławskie; нім. Herzogtum Loslau; чеськ. Vladislavské knížectví)
- Вроцлавське князівство (пол. Księstwo Wrocławskie; нім. Herzogtum Breslau; чеськ. Vratislavské knížectví)
- Глогувське князівство (пол. Księstwo Głogowskie; нім. Herzogtum Glogau, чеськ. Knížectví Hlohovské)
- Глубчицьке князівство (пол. Księstwo Głubczyckie; нім. Herzogtum Leobschütz; чеськ. Knížectví Hlubčice)
- Гливицьке князівство (пол. Księstwo Gliwickie; нім. Herzogtum Gleiwitz;  чеськ. Hlivické knížectví)
- Жаганське князівство (пол. Księstwo Żagańskie, нім. Herzogtum Sagan; чеськ. Zaháňské knížectví)
- Заторське князівство (пол. Księstwo Zatorskie, нім. Herzogtum Zator; чеськ. Zatorské knížectví)
- Зембицьке князівство (пол. Księstwo Ziębickie; нім. Herzogtum Münsterberg; чеськ. Minstrberské knížectví)
- Карновське князівство (пол. Księstwo Karniowskie, нім. Herzogtum Jägerndorf; чеськ. Krnovské knížectví)
- Козельське князівство (пол. Księstwo kozielskie; нім. Herzogtum Cosel; чеськ. Kozelské knížectví)
- Легницьке князівство (пол. Księstwo Legnickie, нім. Herzogtum Liegnitz; чеськ. Lehnické knížectví)
- Немодлинське князівство (пол. Księstwo Niemodlińskie; нім. Herzogtum Falkenberg, чеськ. Falkenberské knížectví)
- Ниське князівство (пол. Księstwo Nyskie, нім. Herzogtum Neisse; чеськ. Niské knížectví)
- Олесьницьке князівство (пол. Księstwo Oleśnickie, нім. Herzogtum Oels; чеськ. Olešnické knížectví)
- Опавське князівство (пол. Księstwo Opawskie, нім. Herzogtum Troppau; чеськ. Vévodství opavské)
- Опольське князівство (пол. Księstwo Opolskie, нім. Herzogtum Oppeln; чеськ. Opolské knížectví)
- Освенцимське князівство (пол. Księstwo Oświęcimskie, нім. Herzogtum Auschwitz; чеськ. Osvětimské knížectví)
- Пщинське князівство (пол. Księstwo Pszczyńskie, нім. Herzogtum Pless; чеськ. Pštinské knížectví)
- Ратиборське князівство (пол. Księstwo Raciborskie, нім. Herzogtum Ratibor; чеськ. Ratibořské knížectví)
- Севезьке князівство (пол. Księstwo Siewierskie, нім. Herzogtum Siewierz; чеськ. Seveřské knížectví)
- Свидницьке князівство (пол. Księstwo Świdnickie, нім. Herzogtum Schweidnitz; чеськ. Svídnické knížectví)
- Цешинське князівство (пол. Księstwo Cieszyńskie, нім. Herzogtum Teschen; чеськ. Těšínské knížectví)
- Яворське князівство (пол. Księstwo Jaworskie, нім. Herzogtum Jauer; чеськ. Javorské knížectví)

Були й інші, маленькі удільні князівства: Бернстад (Bernstadt), Бухвальд (Buchwald), Кошок (Coschok), Кросен (Crossen), Фрейстад (Freistadt), Фрейденталь (Freudenthal), Голдберг (Goldberg), Гроткав (Grottkau), Грюнберг (Grünberg), Гайнав (Hainau), Ловенберг (Löwenberg), Любен (Lüben), Намслав (Namslau), Оглав (Ohlau), Рибнік (Rybnik), Спротав (Sprottau), Стейнав (Steinau), Тост (Tost), Воглав (Wohlau) та інші. Були також комбіновані князівства, як то Опольсько-Ратиборське князівство та інш.